# Jaume Vicens i Vives
Jaume Vicens i Vives (Girona, 6 de juny del 1910 - Lió, 28 de juny del 1960) fou un historiador, escriptor, catedràtic i editor català.
Vicens Vives va ser un intel·lectual inquiet i viatger amb contactes arreu, amb el catalanisme interior i amb l'exterior, amb Josep Pla i amb Josep Tarradellas. Sense ser afí a l'Opus Dei tenia amistat amb alguns dels principals intel·lectuals que l'integraven, i el seu nom va arribar a sonar per a ocupar algun càrrec de responsabilitat a Madrid. «Era un home important», sentencia el membre de l'IEC, Antoni Simon i Tarrés. Gràcies a això, Vives va aconseguir tirar endavant la historiografia contemporània.
La seva obra d'investigació sobre la història del segle xv a la Corona d'Aragó i sobre la figura de Ferran II és considerada de referència obligada.
Va arribar a la política a través de la història, on va trobar l'explicació del seu present. Segons Pla, era "potser l'intel·lectual que se'n féu una idea més completa i directa".
En paraules de l'expresident de la Generalitat, Jordi Pujol, "Vicens tenia la idea d'una Espanya oberta, moderna, esponjosa, capaç de sumar voluntats i d'acceptar un intervencionisme de Catalunya a Espanya. Tot amb la voluntat que Espanya anés endavant i s'evitessin nous episodis traumàtics".
El seu fort pragmatisme i una visió integradora li varen permetre accedir a figures de diferents ideologies i ser un "home-pont" entre sensibilitats catalanistes i el règim franquista. Aquesta visió integradora explica els missatges de condol de personatges tan diversos com Joan de Borbó, Josep Tarradellas o el comitè de Barcelona del prohibit PSUC.
La seva mort va tallar de sobte una trajectòria política que hauria jugat un rol transcendental a la transició democràtica espanyola optant fins i tot a ser president de la Generalitat.
| «                                                    | He recollit centenars de milers de fets concrets i per aquesta raó estic tranquil. Certament, hauria pogut fer això tota la meva vida | » |
| — Jaume Vicens i Vives.Carta a Josep Fontana el 1957 | |   |

## Biografia

### Infància
Era fill de Joan Vicens i Comas i de Victòria Vives i va néixer a la carretera de Santa Eugènia núm. 5 de Girona. El seu pare havia arribat a Girona a finals del segle xix i treballava d'apoderat a la fàbrica "La Farinera Ensesa". La seva mare tenia un taller de modista a la plaça del Gra. Els seus pares van tenir tres fills: Joan, nascut el 1906; Jaume el 1910 i Carme el 1923.
Els seus estudis primaris els va realitzar al col·legi salesià dels "Germans de la Doctrina Cristiana" de Girona. Des de la infància ja manifestà una clara vocació científica dedicant els màxims esforços a perseverar als estudis.
El seu pare va morir sobtadament el 1922 i la seva mare, una modista amb molta empenta, el 1924 es va traslladar a Barcelona on tenia més oportunitats per a tirar endavant la família treballant en la seva professió. El 1926, la seva mare es va tornar a casar i les males relacions entre Jaume i el seu padrastre el varen portar a deixar la llar familiar amb només 16 anys per a anar-se'n a viure en una dispesa, compatibilitzant la finalització dels seus estudis secundaris amb un treball de comptable a uns grans magatzems. La seva mare va morir el 1929 i la disgregació familiar es va consolidar.

### Formació i primers treballs
Havia començat els estudis de batxillerat a l'Instituto General y Técnico de Girona ubicat a l'antic convent dels Caputxins del carrer de la Força, on va establir una amistat adolescent, que mantindria de per vida, amb Santiago Sobrequés. En aquest ja manifestava una personalitat magnètica, capaç d'engrescar, de dirigir, de liderar i de portar la gent cap a causes comunes.
Entre 1927 i 1930 va estudiar Història a la facultat de Filosofia i Lletres de la Universitat de Barcelona on tingué com a mestres Antonio de la Torre y del Cerro i Pere Bosch i Gimpera. La diferent influència dels dos mestres varen formar en Jaume Vicens un caràcter eclèctic. Del primer, arxiver i representant de l'escola castellana del dret, de plantejaments positivistes, va incorporar la visió rigorosa i erudita pròpia de la filologia germànica; del segon en treu la interpretació i la capacitat de síntesi.
A la universitat va tenir com a companys a l'americanista Pere Grases, l'europeista Ramon Esquerra, el traductor i promotor cultural Juan Ramon Masoliver i el medievalista Santiago Sobrequés, entre d'altres. Aconseguia unes notes magnífiques i va acabar els estudis universitaris amb matrícula d'honor la qual cosa li va proporcionar un important suport entre la classe docent de la universitat.
Per mediació d'Antonio de la Torre fou nomenat professor a l'Institut-Escola (1932-1933) dins del projecte de renovació pedagògica de la segona república. En la recentment creada Universitat Autònoma de Barcelona va ser nomenat encarregat de curs i ajudant (1933-1937). Simultàniament va obtenir la càtedra de Geografia i Història a l'Institut de batxillerat de Figueres, incorporant-se el 1933 al claustre de la Universitat de Barcelona.
El 1935 va guanyar per oposició la plaça de catedràtic de Geografia i Història a l'institut de Zafra (Badajoz), on va residir només uns mesos per traslladar-se en comissió de serveis altre cop a Barcelona on va continuar donant classes a la universitat. Junt amb Ferran Soldevila i Enric Bagué creen el seminari d'Història de Catalunya.
Amb una situació econòmica estable, se centra en la investigació i redacció de la seva tesi doctoral, escrita en català. El 1932, va publicar a la revista d'Estudis Universitaris Catalans un treball titulat «Jachme dez Torrent, Ferrán II i la modificació del règim municipal de Barcelona», on feia un avançament del contingut de la tesi que portava per títol «Ferran II i la ciutat de Barcelona (1479-1516)», i que va ser llegida el 22 de febrer de 1936 al Saló del Consell de la Universitat de Barcelona davant del tribunal format per Bosch i Gimpera, Antonio de la Torre, Lluís Pericot, Alberto del Castillo i Ferran Soldevila.
La visió de Jaume Vicens expressada a la seva tesi és obertament crítica amb la tradició historiogràfica del catalanisme. Per aquest motiu, va tenir una polèmica amb Antoni Rovira i Virgili l'estiu de 1935. Vicens considerava que la historiografia derivada de la Renaixença tenia un caràcter amateur i una visió nacionalista interessada, encara que respectava el caràcter universitari de l'obra de Ferran Soldevila. A la seva carta oberta "La història no es crea, es refà", Vicens manifesta "l'orgull d'ésser i sentir-se universitari" i anteposa el paper de l'historiador científic enfront als historiadors romàntics que no deixen "parlar a les dades" sinó que parteixen d'una concepció nacionalista prèvia. Per la seva banda, Rovira i Virgili li va respondre des de les pàgines de la Humanitat que "no mostrava una sensibilitat catalanesca i que tenia una parcialitat accentuada" i que "feia servir dades inexactes".

### Matrimoni i família

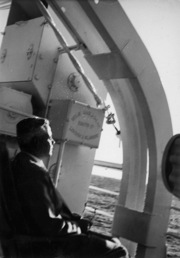
Vicens Vives a bord d'un vaixell, en el viatge cap a Sardenya l'any 1957

El 1933 va formar part del "creuer universitari pel Mediterrani" organitzat per la Universitat de Madrid, on també viatjava Roser Rahola, una estudiant seva de primer curs de Filosofia i Lletres.
Roser Rahola d'Espona (Barcelona, 21 de setembre de 1914), de família burgesa d'origen empordanès i vigatà, s'havia incorporat a la universitat el 1933 i no va poder acabar la carrera per culpa de la guerra, llicenciant-se finalment el 1951. Era filla de Baldiri Rahola i Llorens i neboda del membre de la Lliga Regionalista, Pere Rahola i Molinas.
Es varen casar en plena guerra civil, el 20 d'agost de 1937 amb una cerimònia civil al rectorat de la universitat realitzada pel Conseller de Justícia i rector de la universitat Bosch i Gimpera. Va ser una cerimònia molt sonada dins del món docent a la que assistiren com a testimonis el catedràtic de medicina Santiago Pi i Sunyer, el degà de la facultat de Filosofia i Lletres Joaquim Xirau i Palau, el diputat Francesc Ribas i el futur president Josep Irla, en aquell moment director general de Patrimoni de la Generalitat de Catalunya.

### Guerra civil i depuració franquista
Poc després de casar-se és mobilitzat dins del cos de sanitat fins al final de la contesa.
En acabar la guerra, Vicens va pensar a fugir cap a França amb el seu cunyat Frederic Rahola i d'Espona, però al darrer moment decideix quedar-se a Catalunya. Estava confiat que res podia passar-li ja que no s'havia manifestat políticament ni estava vinculat a cap formació política.
Però en contra del que preveia, se li va instruir expedient de depuració del seu càrrec de catedràtic, sota la sorprenent acusació d'haver celebrat "su matrimonio civil con desusada solemnidad en el edificio de la Universidad, con intervención directa del entonces Rector, Sr. Bosch Gimpera, y otros destacados elementos de la misma Universidad, a cuya ceremonia se le dió publicidad en la prensa sin ninguna rectificación por su parte". L'expedient feia constar com a proves incriminatòries la condició de "rojo" del rector i la pertinença de Vicens al Comitè de professors, empleats i obrers de la UB.
El Tribunal de Responsabilidades Políticas núm. 3 de Barcelona proposava una "separació definitiva" de la professió, però Vicens Vives va aconseguir reduir sensiblement la proposta gràcies als nombrosos avals presentats. El 14 d'agost de 1941 li varen decretar la inhabilitació per a càrrecs directius i el seu trasllat fora de Catalunya, sanció no prevista en cap dels diferents decrets que regulaven la depuració, ja que el trasllat es limitava a l'àmbit provincial.

Entre la seva suspensió i el trasllat forçat a Baeza (Jaén) el 1943 va hagué de malviure fent classes en institucions privades i col·laboracions a la revista Destino, que va mantenir tota la seva vida. Va ser un període personalment molt dur per a Vicens Vives i es va manifestar físicament en un prematur emblanquiment dels seus cabells. A més de treballar per a l'editorial Gallach en obres com Mil figuras de la historia, l'any 1942 junt amb el seu cunyat Frederic Rahola varen crear l'editorial familiar, Teide, que acabaria tenint un paper important en la renovació dels llibres de text a Espanya.

### Retorn a Barcelona
El setembre de 1943, durant la seva estada a Baeza, va participar en un congrés d'història al monestir de La Rábida, on va entrar en contacte amb un cercle d'estudiosos i historiadors pròxims a l'Opus Dei entre els quals es trobaven Ricardo Rodríguez Casado, Rafael Calvo Serer i Florentino Pérez Embid que, posteriorment, li donarien suport polític en un intent d'atreure un dels pocs intel·lectuals de nivell que havien quedat a Espanya després de la guerra.
Ben aviat la capacitat econòmica que li aporta Teide, li permet demanar l'excedència de la plaça de Baeza i retornar a Barcelona, on prepara la seva reincorporació a la universitat. El 1947 obté la càtedra d'Història Moderna a la Universitat de Saragossa amb el suport de Rodriguez Casado i amb la influència decisiva d'Antonio de la Torre. L'any següent, i novament per oposició, guanya la càtedra d'Història Universal Moderna i Contemporània de la Universitat de Barcelona.
Comença una etapa de plenitud del seu magisteri i de la tasca investigadora. Va simultaniejar aquestes activitats amb la direcció de la secció barcelonesa de l'institut «Jerónimo Zurita» del Consell Superior d'Investigacions Científiques. El curs 1949 va crear, dins la universitat, el Centre d'Estudis Històrics Internacionals i va començar a editar la revista Estudios de Historia Moderna, que va ser una de les publicacions més prestigioses de l'especialitat i l'Índice Histórico Español (1953), instrument imprescindible per a la normalització del treball historiogràfic i que el centre continua publicant periòdicament.
Va mantenir contactes amb els principals historiadors internacionals coetanis com Arnold Toynbee, Lucien Febvre o Fernand Braudel, la influència dels quals s'identifica als seus escrits, i va donar suport a figures emergents com Pierre Vilar. El 1950 va assistir al IX Congrés Internacional de Ciències Històriques a París, on va entrar en contacte amb els nous corrents de la historiografia europea. Segons Josep Fontana, "va rebre una forta influència de l'escola dels Annales, que el va portar a afirmacions programàtiques en les quals proclamava la importància dels fets econòmics i, molt especialment, la fe en l'eficàcia del mètode estadístic, encara que amb adherències tan poc congruents com la geopolítica, el mètode de les generacions o les morfologies històriques". Vicens va veure en aquest nou enfocament integral de l'anàlisi de la història un gran oportunitat per a reescriure la història d'Espanya i de Catalunya. Malgrat el caràcter francament positivista dels plantejaments de Vicens, el món acadèmic hispànic el va mirar amb recel i va voler justificar amb raons ideològiques el refús d'una exigència d'actualització que posava en evidència la misèria intel·lectual dominant.
Era conscient que la tasca de revisió de la història era inabastable per una sola persona. Va trobar el suport en els seus deixebles més directes -Nadal, Vilar, Fontana, John Elliott, etc.- desenvolupant la seva activitat mitjançant les publicacions del Centre d'Estudis Històrics Internacionals.
Va ser a la dècada del 1950 quan Jaume Vicens Vives va començar a desenvolupar la seva activitat política. Era un personatge molt popular, ben considerat tant pels corrents moderats del règim com pel catalanisme, resident a Catalunya o exiliat. Se'l considerava un "home pont" entre Espanya i Catalunya. La influència social de Vicens va ser recollida per Josep Pla a la seva obra Notes per a Sílvia amb aquestes paraules: "Ara és l'ídol de tothom: dels frares de Montserrat, dels jesuïtes de Sant Cugat, de l'Opus Dei, dels capitalistes, dels socialistes, dels exiliats, dels cristians, dels estrangers antifranquistes. És un polític, i l'admiració que sento per ell és positiva".
En aquest període de la seva vida, amb una bona posició econòmica i una solvència professional assegurada, va passar a dedicar més temps a la família i a la seva afecció al mar. Freqüentava la vila de Roses on dedicava llargues temporades. És aquí on va contactar amb Josep Pla el 1955 i amb qui tindria una estreta relació.

### Mort
Jaume Vicens era físicament una persona forta, "amb la solidesa d'un ós i l'empenta d'un brau" en paraules de Josep Maria de Sagarra, però sobtadament se li va diagnosticar un càncer de pulmó amb 50 anys. El febrer de 1960 va cessar tota la seva activitat i poc després es va traslladar a Lió per a ser operat i tractat a la Clinique du Parc, on va residir uns mesos acompanyat de la seva família fins a la seva mort el 28 de juny de 1960.
Va ser enterrat a Roses l'1 de juliol de 1960 comptant amb una nodrida representació institucional i molts amics i deixebles.
Aquesta gran repercussió va ser local, ja que a l'entorn de Madrid, l'historiador va tenir una mala acollida, segons Miquel Batllori, "degut a la seva talla professional no superada pels seus contemporanis". Varen aparèixer articles de record i glossa a la Vanguardia, Destino o Diario de Barcelona. En aquest darrer va aparèixer un article anònim, tot i que Batllori considera que va ser escrit pel medievalista Manuel Riu on es ressaltava la seva empremta en la seva funció docent. Josep Pla va qualificar la seva pèrdua com "la més devastadora que el país ha sofert en els anys que anem, mediocrement, vivint".

## Pensament polític

### Relacions amb el franquisme
En la postguerra va estar castigat en la forma que més l'incomodava en haver d'abandonar la funció docent i la investigació. Això sumat a la seva mentalitat oberta i liberal desenvolupada durant el període republicà emmarquen el seu posicionament envers el règim franquista. Amb tot, la publicació de certs articles sota el pseudònim Lorenzo Guillén, a la revista Destino amb regust germanòfil, ha volgut ser interpretada com un signe col·laboracionista, tot i que el seu interès per aprofundir en el fenomen de l'expansionisme alemany tenia per objecte desenvolupar una teoria de la geopolítica, una especialitat d'orígens alemanys i amb una mala imatge per l'aplicació feta pel govern nazi 
Jaume Vicens estava interessat en la relació amb el món intel·lectual d'arreu i, reprenent els contactes fets a La Rábida l'any 1943, va fer un acostament als sectors progressistes del règim agrupats entorn l'Opus Dei. Als anys 1950 organitzava reunions a casa seva amb polítics mirant d'acostar posicions cap a una democratització del règim entre els quals es trobava Florentino Pérez Embid, director general d'informació del ministeri d'Informació i Turisme, que aglutinava un nucli intel·lectual al voltant de la publicació "Arbor" del CSIC, amb una visió més regionalista d'Espanya i que "comprenia" la qüestió catalana. També hi assistien personatges monàrquics com Santiago Nadal.
Vicens, amb "ingenuïtat política" com va manifestar Josep Pla, pensava que el règim s'aniria suavitzant i que, ell podria fer una paper pont amb Catalunya en aquesta hipotètica situació. En aquesta línia, l'any 1955 va tenir junt amb Josep Vergés i J. Baptista Solervicens una entrevista amb el tinent general Martínez de Campos, tutor del príncep Joan Carles, per explicar-li la necessitat de democratitzar el règim, proposta que va provocar la ira del militar.

### Catalanisme
Després de la signatura dels acords hispano-estatunidencs i del concordat del 1953 amb la Santa Seu pel govern de Madrid, el franquisme es consolidava i quedaven poques perspectives d'un canvi polític a curt termini. La posició de Jaume Vicens va decantant-se gradualment cap a una defensa dels valors catalanistes i una major implicació en l'acció política. Aquesta vocació política tardana, és coincident amb la seva reorientació professional cap a la història contemporània.
Va participar en la protesta estudiantil que culminaria en els fets del Paranimf de 1957, el mateix any en què va tenir un paper destacat a la vaga de tramvies, quan, el gener, faria de casa seva el centre de coordinació amb destacats personatges com Josep Benet, Joan Raventós, Maurici Serrahima, Edmon Vallès, Santiago Nadal, Salvador Millet, Ferran Giménez Artigues o Rafael Tasis.
Va establir vincles amb organitzacions de caràcter catalanista com l'abadia de Montserrat, l'Acadèmia de la Llengua Catalana de les Congregació Mariana de Barcelona que dirigien els germans Miquel Àngel i Manuel Sayrach o l'Institut d'Estudis Catalans, del qual es va fer membre el 1957. L'any 1959 en va formar part de la campanya de protesta per l'afer Galinsoga.
Però la seva evolució política i el reconeixement que anava guanyat estava limitat a l'àmbit de Catalunya i no va ser fins al 14 de novembre de 1959 quan va contactar a París amb Josep Tarradellas, intercanviant els seus punts de vista sobre l'evolució política de Catalunya. Cap dels dos eren partidaris d'un trencament violent amb el franquisme, tot i que tenien visions diferents d'on s'havia d'ubicar el lideratge. Tarradellas va identificar a Vicens com un possible enllaç interior de l'exili i es va arribar a treballar en un hipotètic equip de "govern en l'ombra" que impulsés una possible transició, en el qual Vicens Vives jugava un rol important.
El gener de 1960 va començar a col·laborar amb Serra d'Or. Va publicar un article titulat "La nova història" on defensava el valor de la història com a instrument alliberador de l'esperit i com a bagatge per a fer política.
Va ser en aquesta publicació on va publicar el seu darrer article amb un missatge que sintetitza alguns dels elements de la personalitat de Jaume Vicens Vives:
| « | No em miris esblaimat d'aquesta manera, trobarem el pas i la clariana i ens desfarem de la nit i de la boira. Si ens proposem realitzacions senzilles i concretes. Hem teixit massa astres i els hem posat massa amunt del cel per les nostres forces. Ferma't el cor, abomina l'irrealisme i pensa amb la lògica nua. | » |

#### Aliança pel Redreç de Catalunya

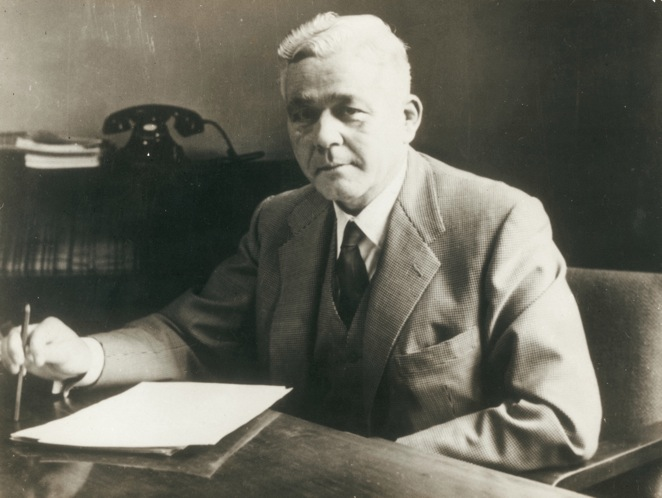
Al seu estudi.

El desembre de 1956 decideix escriure un manifest polític on concentrava la seva visió particular del full de ruta a seguir per començar a construir el futur de Catalunya. Un document basat en la superació de la guerra civil sense vencedors ni vençuts, seguint un model federalista amb democràcia. Es tracta d'un document que avançava gran part de les idees i principis que formen part de la Catalunya actual. Va aprofitar les seves bones relacions amb sectors polítics diversos per mirar de crear una associació clandestina, l'"Associació pel Redreç de Catalunya", al voltant del seu document polític. Va organitzar unes trobades a la seva casa del carrer Santaló de Barcelona amb personatges de l'entorn socialista, de la democràcia cristiana i de l'extinta Lliga Regionalista.
Dins de les seves activitats de divulgació del catalanisme amb l'Acadèmia de la Llengua Catalana, durant el 1956 va fer un seguit de conferències amb els principals punts del seu pensament polític. En acabar, Jaume Vicens distribuïa còpies del seu document "ARC", mirant de reclutar membres per al seu grup polític.

### Cercle d'Economia
A Catalunya durant el franquisme, es conservaven nuclis de burgesia empresarial amb un grau de marginalitat de les direccions de polítiques estatals. En conseqüència es produïen intents aïllats de l'empresariat dirigides a preparar el postfranquisme. Vicens va exercir una influència destacable sobre un grup de joves empresaris amb inquietuds polítiques que s'agrupaven entorn del "Club Comodín de Ajedrez" liderat per Carles Ferrer Salat. El 16 d'octubre de 1958 Vicens Vives va pronunciar una conferència al Club titulada El capitán de industria español en los últimos cien años. En ella invitava a aquest grup de joves a portar a terme una transformació. Els manifestava "Sou vosaltres, la nova generació, els que completareu la Revolució Industrial, ja iniciada, tal com han fet els italians entre el 1945 i el 1955, un cas proper a nosaltres". Aquesta conferència i l'impuls de Vicens Vives es consideren el fet fundacional del Cercle d'Economia a partir del Club Comodín.

Segons Joan Mas i Cantí, un dels seus fundadors, "Vicens va donar coherència al grup, organitzant reunions amb personalitats com Trueta, Josep Pabón, Josep Benet i Calvo Serer". Vicens, que va institucionalitzar les "reunions del dijous" on es debatia sobre l'encaix de la història i la importància de l'economia com a instruments del canvi, definia profèticament aquest grup com: 
| « | una generació burgesa que tot just treu el cap avui a les portes de la vida, de la qual és el futur. De les seves ambicions i del seu desinterès, de la seva comprensió de la resta d'elements de la societat, de la seva nova fe en el país, pot i cap esperar moltes coses. | » |

## Llegat
- Segons el catedràtic medievalista Manuel Riu, les diferents monografies d'investigació publicades per Vicens "deixen totalment estudiada la Corona d'Aragó des del Compromís de Casp fins al descobriment d'Amèrica" i són una referència obligada per a entendre aquest període.[3]
- Va deixar un nodrit grup de deixebles que, com explicava Joan Reglà: "xerrant amb ell, insensiblement deixàvem de ser alumnes per a esdevenir deixebles". Entre els seus deixebles destaquen Jordi Nadal, Joan Reglà, Josep Fontana, Emili Giralt o Joan Mercader.[3]
- El seu pensament i anàlisi de la història catalana va influir en joves políticament compromesos, com l'historiador Enric Lluch, germà del polític Ernest Lluch[38] o com el futur president Pujol, qui ha declarat aquesta influència en la seva estratègia política durant la transició: "Quan al juny del 1977, després de les primeres eleccions al Congrés, en Trias Fargas, en Roca i jo mateix ens reunim i ens preguntem com ha de ser la nostra relació i idea d'Espanya vàrem dir que hi havia d'haver estabilitat, governabilitat i continuïtat i que això implicava el reconeixement de Catalunya en una Espanya renovada".[5]
- La funció pedagògica no va ser exclusivament pels intel·lectuals i estudiosos de la història, sinó que mitjançant la seva editorial Teide, posteriorment convertida en l'editorial Vicens Vives va fer extensiva una nova manera de formar, amb llibres millor documentats, especialment en la seva aportació al tractament de la cartografia com a suport per a entendre la història. La seva vídua va rebre el Premi Creu de Sant Jordi el 1994 per la tasca pedagògica duta a terme per l'editorial llegada per Vicens Vives i que ella i els seus fills han continuat.
- El Cercle d'Economia és un altre resultat de les iniciatives de Vicens que va tenir un paper clau en el reconeixement i presència del món econòmic català dins de la societat espanyola. Avui és el referent indiscutible de tota l'economia espanyola.

Nombroses institucions, centres d'ensenyament o seccions especialitzades d'entorns universitaris porten el seu nom en honor seu.

### Renovació de la historiografia
Vicens Vives també va deixar un seguit d'instruments que permeten continuar el seu mètode d'anàlisi historiogràfic, com el Centre d'Estudis Històrics Internacionals i les seves publicacions: Estudios de Historia Moderna (efímera a causa de la seva mort) i l'Índice Histórico Español que continua actualitzant-se actualment.
La seva aportació a la renovació historiogràfica que li havia suposat els enfrontaments amb la generació anterior d'historiadors, es basava en tres eixos: l'afirmació de la monarquia del segle xv al XVIII com a factor modernitzador enfront de les institucions; la superació dels límits cronològics medievalitzants de la historiografia catalana i el pas d'una història de contingut polític a una altra d'orientació economicosocial.

En l'obra de Vicens s'observa una fluctuació metodològica entre una visió generacional de la història i una interpretació sociològica, una fluctuació que en part s'explica per les circumstàncies dramàtiques en què va viure Vicens i que han fet d'ell un historiador obligat a treballar a correcuita. En aquesta línia, el seu deixeble Jordi Nadal afirma que "l'obra de Vicens serà sempre una obra de joventut: potser menys adquisicions definitives que hipòtesis de treball, potser més intents que realitzacions...conscient de la dimensió política de la seva obra". De fet, el mateix Vicens havia expressat el 1956: 
| « | Estic on estava el 23 de gener de 1939 quan, arrencat a la pura utopia dels arxius, l'historiador, convençut que tot estava endegat, s'abocà a la finestra kafkiana de la pura bogeria catastròfica i decidí de contribuir a posar algun sentit de responsabilitat i coherència en un país condemnat a la baladreria conseqüent. | » |

La seva proposta transformadora va ser pionera a Catalunya, ja que va considerar el trànsit de la historiografia vocacional a una de professional per mitjà de la formació l'exercici acadèmic.

## Guardons
- 1947. Premi Virgen del Carmen per Rumbos oceánicos.[11]
- 1949. Premi "Lluís Vives" concedit pel Consell Superior d'Investigacions Científiques, pel seu estudi «Fernando el Católico, príncipe de Aragón, rey de Sicilia».[11]
- Era membre de l'Institut d'Estudis Catalans i de la Reial Acadèmia de Bones Lletres de Barcelona.[11]
- Va ser membre de Comitè per al Progrés de les Ciències Socials de la UNESCO.[28]
- L'any 1996 la Generalitat de Catalunya va crear la "Distinció Jaume Vicens Vives a la qualitat docent universitària".[43]
- L'Asociación Española de Historia Económica (AEHE) atorga el premi Jaume Vicens Vives al "Millor llibre d'història econòmica d'Espanya i Llatinoamèrica"[44]
- L'any 2010, es commemora l'any Vicens Vives en el centenari del seu naixement amb múltiples conferències, exposicions i actes al voltant de la figura de l'historiador.[45]
  - L'IES Jaume Vicens Vives s'afegeix al centenari i crea uns premis nous d'assaig i cartellisme.[46]

## Obra
Des de la seva tesi Ferran II i la ciutat de Barcelona (1479-1516), Vicens centra la seva àrea d'estudi en la Catalunya de la baixa edat mitjana. Però tot i la intensa dedicació com a medievalista, Vicens es va endinsar en els seus darrers anys de vida en l'estudi de la història contemporània convençut que havia de contribuir a plantejar de forma més realista una política de recuperació de Catalunya.

### Cartografia històrica
Vicens Vives va ser capital en el desenvolupament que va fer de la cartografia històrica, introduint importants novetats descriptives. Influenciat per Lucien Febvre i la seva obra La terre et l'évolution de l'humanité, va començar a utilitzar els mapes històrics als anys 1920, estenent el seu ús en els atles i llibres de la seva editorial, i fent arribar aquesta definició a un públic massiu. Els esquemes i mapes formen part inseparable de l'obra de Vicens Vives, aportant-li unitat i facilitant una visió sintètica i de fàcil comprensió. Vicens identificava com una unitat inseparable els esdeveniments del marc geogràfic on van succeir. Per això els considerava una eina clau per a l'ensenyament i per a ajudar a "pensar la història".
Vicens va encapçalar un projecte encarregat pel conseller de Cultura de la Generalitat de Catalunya, Carles Pi i Sunyer, el 1938 per a presentar la història de Catalunya seguint els criteris de la geopolítica. El projecte es va avortar amb el final de la guerra. Però bona part del material cartogràfic va ser reutilitzat per Vicens en la confecció de la seva obra España: geopolítica del estado y del imperio, amb una primera part dedicada als "fonaments de la geopolítica peninsular" que era tota una novetat. 

### Aproximació a la història d'Espanya
Publicada el 1952 pel centre d'Estudis Històrics Internacionals, Vicens va seguir els criteris dels Annales. L'autor va pretendre disposar d'un llibre de referència per als seus alumnes i deixebles, de forma que fos una mena de "presentació de la problemàtica general per a abordar la història d'Espanya evitant fàcils estructures ideològiques". Aquesta obra junt amb Notícia de Catalunya publicada dos anys més tard, constitueixen els dos assaigs que aporten una interpretació global de la realitat espanyola i catalana i del perquè de la guerra civil.

### Notícia de Catalunya
L'assaig Notícia de Catalunya (publicat el 1954 i ampliat el 1960), és una obra que va tenir una repercussió immediata, no exempta de polèmica. Va ser escrita quan el país patia la dictadura més ferotge de la seva història i va representar una divisa i un clàssic de la moderna historiografia catalana. Vicens el va escriure perquè "hem de saber qui hem estat i qui som si volem construir un edifici acceptable dins el gran marc de la societat occidental a la qual pertanyem per filiació directa des dels temps carolingis".
Per Josep Maria Muñoz, Notícia de Catalunya ha acabat afaiçonant el discurs polític catalanista, particularment el de Jordi Pujol, que reconeix en Vicens un dels homes que més l'han influït. L'editor Eliseu Climent diu que, mercès a Notícia de Catalunya, Joan Fuster va escriure Nosaltres els valencians. De fet, l'assaig de Vicens s'havia de dir Nosaltres els catalans, però va triar un altre títol per a eludir la censura franquista. Climent també remarca el mestratge de Vicens sobre Joan Reglà, personatge determinant en la recuperació de la memòria històrica del País Valencià.
L'obra es tanca amb l'afirmació que allò que defineix la vida catalana és la voluntat d'ésser: "El primer ressort de la psicologia catalana no és la raó, com en els francesos; la metafísica, com ens els alemanys; l'empirisme, com en els anglesos; la intel·ligència, com en els italians; o la mística, com ens els castellans. A Catalunya el mòbil primari és la voluntat d'ésser".

### Rumbos oceánicos, los navegantes hispanos
Es tracta d'una versió novel·lada de la conquesta espanyola d'Amèrica. La polèmica obra va obtenir el premi nacional Virgen del Carmen el 1946.

### Llista d'obres
- JVV.. Ferran II i la ciutat de Barcelona 1479 - 1516.  Universitat de Catalunya, Facultat de Filosofia i Lletres i Pedagogia, 1937.[Enllaç no actiu]
- JVV.. “Teoría del espacio vital”, Destino, Nº 104, 15-VII-1939.
- JVV.. “Panispanismo”, Geopolítica, Nº 6-7, 1940, p. 295.
- JVV.. Política del rey católico en Cataluña (en castellà).  Destino, 1940.[Enllaç no actiu]
- JVV.. España: geopolítica del estado y del imperio (en castellà).  Yunque, 1940.
- JVV.. “Spanien und die geopolitische Neuordnung der Welt”, Zeitschrift für Geopolitik, XVIII, Nº 5, 1941, pp. 256–263
- JVV.. “Algunos caracteres geopolíticos de la expansión mediterránea de España”, Geopolítica, XIX, Nº 1, 1941, pp. 5–11.11.
- JVV.. Historia general moderna del renacimiento a la crisis del siglo XX. (en castellà).  Montaner y Simón, 1942.
- JVV.. Mil figuras de la Historia. Nombres ilustres, vidas famosas (en castellà).  Instituto Gallach de Libreria y Ediciones, 1944.[Enllaç no actiu]
- JVV.. Historia de los remensas en el siglo XV..  Instituto Jerónimo Zurita, 1945.
- JVV.. Rumbos oceánicos, los navegantes hispanos (en castellà).  Editorial Barna, 1946.
- JVV.. Tratado general de geopolítica (en castellà).  Teide, 1950.
- JVV.. Aproximación a la historia de España (en castellà).  Centro de Estudios Internacionales, 1952.
- JVV.. Juan II de Aragón, 1398-1479: monarquía y revolución en la España del siglo xv (en castellà).  Teide, 1953.
- JVV.. El Gran sindicato de Remensas: 1488-1508 : la última etapa del problema agrario catalán durante el reinado de Fernando el Católico.  Patronato Marcelino Menéndez Pelayo, 1954.[Enllaç no actiu]
- JVV.. Noticia de Catalunya.  Destino, 1954.[Enllaç no actiu]
- JVV.. El segle xv. Els Trastàmares.  Teide, 1956.[Enllaç no actiu]
- JVV.. Historia social y económica de España y América (en castellà).  Teide, 1957.[Enllaç no actiu]
- JVV.. Els Catalans en el segle XIX.  Alianza, 1958.[Enllaç no actiu]
- JVV.. Índice histórico español (en castellà).  Edicions Universitat Barcelona, 1958.
- JVV.. Manual de historia económica de España: amb la col·laboració de Jordi Nadal (en castellà).  Editorial Teide, 1959.[Enllaç no actiu]
- JVV. i Bosque Maurel, Joaquín. Estados del mundo: geografía política y económica (en castellà).  Teide, 1957.[Enllaç no actiu]
- JVV.. Historia crítica de la vida y reinado de Fernando II de Aragón (en castellà).  Institución "Fernando el Católico" (C.S.I.C.), 1962.
- JVV.. Espanya contemporània (1814-1953).  Quaderns Crema, 2012.

### Fons Jaume Vicens Vives
La Biblioteca de la Universitat de Girona custodia el Fons Jaume Vicens Vives, integrat per la biblioteca personal de Jaume Vicens Vives i part del seu arxiu personal. Alguns dels documents es poden consultar a text complet al Repositori de Fons Especials de la Universitat.